# Goretti Ramírez
Goretti Ramírez Castro (Santa Cruz de Tenerife, España, 1971) es una poeta, crítica y ensayista española. 

## Biografía
Se licenció en Filología Hispánica por la Universidad de La laguna (Tenerife) en 1994. Al terminar la carrera fue becada por el Consejo Superior de Investigaciones Científicas. En 1995 fue asistente de lengua en el Instituto Cervantes de El Cairo (Egipto) y posteriormente continuó como profesora de lengua española en la Universidad de El Cairo durante los años 1996 y 1997.
Desde 1998 reside en Estados Unidos, donde realizó estudios de doctorado en la Universidad Brown (Providence), mientras trabajaba en su tesis sobre María Zambrano.
En el año 2003 obtiene un puesto de profesora de español en la Universidad Concordia, Montreal, Canadá, donde desde el año 2008 es profesora asociada en Modern Spanish Literature and Culture. También ha sido directora del máster en Hispanic Studies en tres ediciones desde el año 2010 al 2015. 
Forma parte del consejo asesor de la revista Antígona de la Fundación María Zambrano desde el año 2007 y, desde el año 2014 también del consejo editorial de la Revista Canadiense de Estudios Hispánicos y de Aurora. Papeles del Seminario María Zambrano de la Universidad de Barcelona.
Ya en sus años de universidad formó parte del consejo de redacción de la revista Paradiso, pliego de literatura, publicada desde mayo de 1993 hasta diciembre de 1995 por un grupo de jóvenes estudiantes de la Facultad de Filología de la Universidad de la Laguna. En aquella revista, además, contribuyó con escritos diversos como poeta, crítica y traductora.

### Obra
Para Goretti Ramírez «el poema es un cuerpo que respira sobre la página, donde traza su propia silueta: inaugura su propio espacio. Concibo el poema como una forma arquitectónica, una construcción casi geométrica; una experiencia extrema cuyo centro es siempre para mí un problema del lenguaje». En su primer libro de poemas, El lugar, el autor del prólogo, Andrés Sánchez Robayna, escribe: «asistimos aquí a la errancia del cuerpo por un espacio mistérico". El cuerpo se presenta como entrada al conocimiento del propio ser, el lugar del ser en el mundo». Sobre la poesía de Goretti Ramírez ha escrito Rafael-José Díaz: «La memoria, los cuerpos, las imágenes talladas en la mirada, son explorados aquí con el fin de hallar el centro, el origen, en una radical aventura de conocimiento».
- El lugar. Ed. Paradiso, Santa Cruz de Tenerife, 2000.
- La llamada. Ed. La playa del ojo, Santa Cruz de Tenerife, 2004.
- María Zambrano, crítica literaria. Ed. Devenir Ensayo, 2004.
- Despertares, los huesos. Ed. Léucade, Santa Cruz de Tenerife, 2013.
- Premio Félix Casanova 1991: Vestigios: Accésit de narrativa. Ed. Cabildo Insular de La Palma, 1992.

### Libros en colaboración
- María Zambrano. Obras completas. V. 6, parte I : Escritos autobiográficos. Delirios. Poemas (1928-1990); parte II: Delirio y destino (1952). Galaxia Gutenberg, 2014.
- María Zambrano: entre el verso y el esquema en Filósofos-poetas, poetas-filósofos. Luis Miguel Pino Campos y otros.  Ed. Fundación Fernando Rielo, 2011.
- El hilo de los días, de Karina Beltrán: Exposición Sala de Arte Contemporáneo, Santa Cruz de Tenerife. Ed. Gobierno de Canarias, Viceconsejería de Cultura y Deportes, 2009.

### Antologías
- Paradiso. Siete poetas. Selección de Andrés Sánchez Robayna. Ed. Syntaxis. 1994.
- La otra joven poesía española. Selección de Alejandro Krawietz y Francisco León. Ed. Igitur, 2003
- Adamar, revista de creación. Sección Voces del árbol por Clara Janés, 2004.
- Poesía canaria actual (a partir de 1980): antología. Selección de Miguel Martinón Cejas. Ed. Idea, 2010.
- Poetas a orillas de Machado. Amalia Iglesias Serna (ed.). Ed. Abada, 2010.
- Cinq poètes des Canaries en Revue de Belles-Lettres, 2014. Traducción de los poemas de Goretti Ramírez por el poeta Jacques Ancet.